# Nigrosine
Nigrosine is een groep van synthetische kleurstoffen, waarvan de tint hoofdzakelijk zwart tot donkerblauw of donkerrood is. Het zijn fijne, kristallijne poeders.

## Synthese
Nigrosine wordt gevormd door nitroverbindingen (nitrobenzeen en/of nitrofenolen) samen met aniline en anilinehydrochloride te verhitten in aanwezigheid van ijzer of IJzer(III)chloride. Door de verwarmingstijd en de verhouding tussen de reagentia te variëren verkrijgt men verschillende types van nigrosine.

## Types
Nigrosinekleurstoffen zijn geen zuivere stoffen maar mengsels van verbindingen. Die hebben een molecuulstructuur afgeleid van de fenazine- (of phenazine-)structuur:
Ze worden daarom als azinekleurstoffen aangeduid.
Commercieel zijn drie types nigrosine verkrijgbaar: wateroplosbaar, olieoplosbaar of alcoholoplosbaar nigrosine.
| type             | CAS-nummer | Andere namen                                                         |
| ---------------- | ---------- | -------------------------------------------------------------------- |
| Wateroplosbaar   | 8005-03-6  | Acid black 2; Colour Index 50420                                     |
| Olieoplosbaar    | 8005-02-5  | Solvent Black 7; Colour Index 50415:1; Induline Base; Nigrosine Base |
| Alcoholoplosbaar | 11099-03-9 | Solvent Black 5; Colour Index 50415; nigrosine spirit soluble        |

N.B.: Nigrosine heeft geen EINECS-nummer.
Nigrosines waren al in de 19e eeuw bekend. "Belgian black" bijvoorbeeld was een mengsel van fijngemalen nigrosine verdeeld in het vetzuur stearinezuur.

## Toepassingen
- Nigrosine wordt gebruikt voor het kleuren van leer, hout en textiel; in inkt voor balpennen, markeerstiften, inktjetprinters en stempels; in schoensmeer, carbonpapier en toners (dankzij de elektrostatische eigenschappen[3]).
- Nigrosine kan ook gemengd worden in kunstharsen, als alternatief voor carbon black.
- Nigrosine wordt in de microscopie gebruikt voor het kleuren van preparaten; het heeft een bijzondere affiniteit voor ganglioncellen.
- Nigrosine is ook in bepaalde indicatorstoffen aanwezig.
- Nigrosine wordt in sommige cosmetica gebruikt. In de Europese Unie mag het echter niet meer gebruikt worden in haarkleurmiddelen[4]. Dit verbod betreft een reeks stoffen die in haarkleurmiddelen worden gebruikt, en volgt uit onderzoek waaruit bleek dat die stoffen het risico op urineblaaskanker zouden verhogen bij personen die vaak of langdurig haarkleurmiddelen toepassen[5].